# 福島成田山不動院
福島成田山不動院（ふくしまなりたさんふどういん）は、福島県福島市森合にある真言宗智山派の寺院。

## 概要
御本尊は千葉県成田市にある大本山成田山新勝寺より御分霊された不動明王で、福島における成田山不動明王信仰の場として親しまれている。
初不動には『福島成田山不動院節分豆まき祈願祭』が行われる。写経が体験できる寺院である。

## 所在地
所在地
- 福島県福島市森合字戸ノ内30番地

交通
- 鉄道
  - 福島交通飯坂線美術館図書館前駅徒歩で3分
  - 福島駅（JR東日本・阿武隈急行・福島交通）徒歩で20分